# Галамини, Агостино
Агостино Галамини (итал. Agostino Galamini; 1553, Бризигелла — 6 сентября 1639, Озимо) — итальянский кардинал, генеральный магистр ордена проповедников (1608—1612).

## Биография
Родился в 1553 году в Бризигелле (Эмилия-Романья). При вступлении в орден доминиканцев сменил родное имя Симоне на монашеское имя Агостино, новициат проходил в Фаэнце, обеты в доминиканском ордене принёс в монастыре Мельдолы.
Преподавал в Болонье, затем в Неаполе. Занимал несколько важных должностей как в ордене, так и в римской курии. В 1608 году на очередном генеральном капитуле Ордена проповедников был избран 53-м генеральным магистром.
На консистории 17 августа 1611 года возведён в кардиналы. 14 ноября 1612 года получил знаки кардинальского достоинства и титул кардинала-священника церкви Санта-Мария-ин-Арачели. После получения кардинальского сана сложил с себя обязанности генерального магистра доминиканцев. Примечательно, что Галамини стал кардиналом в священническом сане, епископское посвящение он принял позже. 11 февраля 1613 года был назначен епископом Реканати-Лорето. 12 марта 1613 года был рукоположен в епископы, хиротонию совершил папа Павел V. 29 апреля 1620 года переведён на кафедру Озимо.
Участвовал в двух конклавах: в 1621 году, когда был избран папа Григорий XV и в 1623 году, когда был избран папа Урбан VIII.
Умер 6 сентября 1639 года в Озимо. Похоронен там же, в доминиканской церкви Сан-Марко.